# Clémence Adam
Clémence Adam (Parigi, ... – ...; fl. XIX secolo) è stato un pittore francese.

## Biografia
Attivo a Parigi nel XIX secolo, fu allievo della ceramista e miniaturista Delphine Arnould Fortin ed espose ai Salon del 1869 e 1870. Si dedicò prevalentemente al ritratto, alla miniatura e alla decorazione della porcellana.